# Martín Gelabert Ballester
Martín Gelabert Ballester (Manacor, Baleares, 6 de septiembre de 1948) es un fraile dominico español, doctor en Teología.

## Carrera profesional y eclesiástica
Se licenció en teología en la Facultad de Teología de Friburgo (Suiza) en 1974 y se doctoró en 1979 en la misma universidad con la tesis La fe como inmortalización. Ensayo de interpretación teológica del pensamiento de Miguel de Unamuno. Actualmente, es profesor de teología de la Facultad de Teología de San Vicente Ferrer de Valencia, de la que ha sido decano durante varios años y regente, desde 1980, de la cátedra de Teología Fundamental y Antropogía teológica de la misma.
En noviembre de 2004 el maestro general de la Orden de Predicadores le confirió el título de «maestro en Sagrada Teología», máximo honor que la Orden de los Dominicos concede a los teólogos más destacados. Posteriormente en el 2005 ingresó como académico numerario en la Real Academia de Doctores de España con un discurso de ingreso cuyo título fue Hablar de la salvación en la tierra desde la docta ignorancia. Más tarde, en el 2008, ha apadrino en la Real Academia a otro dominico, fray Ángel Martínez Casado. Ha sido invitado por las universidades y centros culturales de países lationamericanos, para impartir cursos y conferencias en varios de ellos, tales como el centro “Fray Bartolomé de las Casas” de La Habana.
Dispone también un blog, llamado «Nihil Obstat», alojado en la página web de provincia española dominica, en la que periódicamente trata los temas de mayor actualidad

## Obra
Hasta la fecha tiene publicados más de 20 libros originales, algunos de los cuales han sido traducidos a varios idiomas. Otros muchos libros han sido escritos en colaboración con otros autores. Los artículos teológicos y de divulgación son innumerables. Martín Gelabert, es actualmente uno de los más importantes y reconocidos teólogos españoles, no solo por lo abundante de sus publicaciones sino por la intensidad, la densidad y la profundidad de sus escritos. Destaca principalmente la claridad en su forma de expresarse. La profundidad y valentía con que afronta cualquier temática teológica que abarca el campo de su especialidad. La teología fundamental y la antropología teológica. La revelación de Dios, la fe como acogida del don de Dios y el horizonte escatológico. Destaca en este autor el acierto con que trata el tema de la esperanza cristiana, en el más allá y en el más acá. La escatología no se separa nunca del quehacer diario. Ya que tiene muy claro, el compromiso en esta tierra. Sus inquietudes teológicas le llevan actualmente a una seria reflexión de la relación entre la fe y la ciencia.
Y es que sin duda está influido por autores que han dibujado su pensamiento teológico o han marcado el camino; Santo Tomás de Aquino, Lutero, Søren Kierkegaard, Edward Schillebeeckx, Miguel de Unamuno, Zubiri, son solamente algunos de los muchos nombres que son referencia para entender su teología.

### Artículos de revistas
- Revista Estudios trinitarios, ISSN 0210-0363, Vol. 43, N.º. 2, 2009, págs. 299-326, Título: Reino de Dios: crítica y purificación del poder secular desde la comunión de amor trinitaria.
- Revista Teología espiritual, ISSN 0495-1549, Vol. 53, N.º. 157, 2009, págs. 119-125, Título: Presentación del libro y recorrido biográfico y teológico de Fr. Sebastián Fuster Perelló, O.P Alfonso Esponera Cerdán
- Revista Veritas: revista de filosofía y teología, ISSN 0717-4675, Nº. 20, 2009, págs. 169-186, Título: La tradición apostólica va creciendo en la Iglesia.
- Revista Escritos del Vedat, ISSN 0210-3133, N.º 38, 2008, págs. 113-130. Título: El derecho del mundo secularizado al anuncio del Evangelio.
- Revista Veritas: revista de filosofía y teología, ISSN 0717-4675, N.º. 19, 2008, págs. 383-398, Título: Escuchar la voz y el silencio de Dios.
- Revista Veritas: revista de filosofía y teología, ISSN 0717-4675, N.º. 18, 2008, págs. 31-46, Tñitulo: Una recepción teológica de la "Spe salvi".
- Revista Escritos del Vedat, ISSN 0210-3133, N.º 37, 2007, págs. 247-262, Título: Fuera de la Iglesia no hay salvación: ¿perdición para los de fuera o advertencia para los de dentro?.
- Revista Veritas: revista de filosofía y teología, ISSN 0717-4675, N.º. 16, 2007, págs. 9-24, Título: Comentarios a la Carta Encíclica "Deus caritas est" de Benedicto XVI: creados desde y para el amor.
- Revista Anales de la Real Academia de Doctores, ISSN 1138-2414, Vol. 10, N.º 2, 2006, págs. 9-20, Título: Las religiones, inspiradoras de humanización.
- Revista Anales de la Real Academia de Doctores, ISSN 1138-2414, Título: Hablar de salvación en la tierra desde la docta ignoranci, Real Academia de Doctores, 2005
- Revista Razón y fe: Revista hispanoamericana de cultura, ISSN 0034-0235, Tomo 253, N.º 1288, 2006, pags. 143-156, Título: ¡Ojalá que todo el pueblo profetizara!.
- Revista Veritas: revista de filosofía y teología, ISSN 0717-4675, N.º. 14, 2006, págs. 143-157, Título: Las religiones, inspiradoras de humanización.
- Revista Ciencia Tomista, ISSN 0210-0398, Tomo 132, N.º. 428, 2005, págs. 503-514, Título: Fe y credibilidad en los documentos del Vaticano II.
- Revista Cistercium: Revista cisterciense, ISSN 0210-3990, N.º. 241, 2005, págs. 1029-1043, Título: ¡Que me bese con el beso de su boca!: La exégesis de San Bernardo al exordio del mejor Cantar.
- Revista Crítica, ISSN 1131-6497, Año 55, N.º. 921, 2005, págs. 61-64, Título: Transmisión de la fe y experiencia humana.
- Revista Escritos del Vedat, ISSN 0210-3133, N.º 33, 2003, págs. 79-114, Título: Radicalidad evangélica y fundamentalismo religioso.
- Revista Escritos del Vedat, ISSN 0210-3133, N.º 31, 2001, págs. 77-92, Título: Unidad de la vida teologal.
- Revista Razón y fe: Revista hispanoamericana de cultura, ISSN 0034-0235, Tomo 243, N.º 1229, 2001, págs. 257-268, Título: Evangelización y dignidad humana.
- Revista Cuadernos de la Cátedra Miguel de Unamuno, ISSN 0210-749X, N.º 32, 1997, págs. 99-123, Título: La fe que brota de la esperanza: (Valoración teológica de la concepción unamuniana de la fe).
- Revista Azafea: revista de filosofía, ISSN 0213-3563, N.º. 2, 1989, págs. 81-99, Título: Dios, "El Inmortalizador", exigencia de la búsqueda existencial en Miguel de Unamuno.

### Colaboraciones en obras colectivas
- Educar para regenerar la cultura, Volumen 1 de Cuadernos de educación para la acción social: Identidad, junto al Instituto Calasanz de Ciencias de la Educación, CCS, 2000, ISBN 84-8316-315-2,
- Radicalidad evangélica y fundamentalismos religiosos / coord. por Gonzalo Tejerina Arias, 2003, ISBN 84-7299-568-2, págs. 197-227
- Teología en Valencia : Raíces y retos, buscando los orígenes, de cara al futuro : actas del X Simposio de Teología Histórica (3-5- marzo 1999), 2000, ISBN 84-95269-08-2 , págs. 489-499. Recoge los contenidos presentados a: Simposio de Teología Histórica (10. 1999. Valencia), Título: Tradición, situación e inculturación,
- Teología en Valencia : Raíces y retos, buscando los orígenes, de cara al futuro : actas del X Simposio de Teología Histórica (3-5 de marzo de 1999), 2000, ISBN 84-95269-08-2, págs. 489-499
- Cristianismo y culturas : Problemática de inculturación del mensaje cristiano : actas del VIII Simposio de Teología Histórica, 1995, ISBN 84-921032-1-3 , págs. 431-443. Recoge los contenidos presentados a: Simposio de Teología Histórica (8. 1995. Valencia). Título: Ambivalencia de la relación fe-cultura,
- Cristianismo y culturas : Problemática de inculturación del mensaje cristiano : actas del VIII Simposio de Teología Histórica, 1995, ISBN 84-921032-1-3, págs. 431-443
- Cum vobis pro vobis :homenaje de la Facultad de Teología San Vicente Ferrer, de Valencia, al Excmo. y Rvdmo. Dr. D. Miguel Roca Cabanellas en sus bodas de plata episcopales / coord. por Ramón Arnau-García, Roberto Ortuño Soriano, 1991, ISBN 84-86067-54-5, págs. 155-172. Título: Jesús o la apertura trascendente de lo humano.
- La palabra de Dios y la hermeneútica : a los 25 años de la constitución Dei Verbum del Concilio Vaticano II : actas del VI Simposio de Teología Histórica (14-16 de noviembre de 1990), 1990, págs. 181-193. Título: La revelación como encuentro permanente y progresivo en el Vaticano II,
- La proclamación del mensaje cristiano : actas del IV Simposio de Teología Histórica (28-30 de abril de 1986), 1986, págs. 221-230, Título: Contenidos del mensaje y talante del mensajero,
- Tareas de la teología ante la cultura contemporánea, Confrontación de la teología y la cultura : actas del III Simposio de Teología Histórica (7-9 de mayo de 1984), 1984, pags. 51-70
- El método en teología : actas del I Symposion de Teología Histórica (29-31 mayo 1980), Título: Dimensión hermenéutica de la doctrina luterana de la justificación, ISBN 84-600-2455-5, págs. 237-249, Recoge los contenidos presentados a: Simposio de Teología Histórica (1. 1980. Valencia)
- El método en teología : actas del I Symposion de Teología Histórica (29-31 de mayo de 1980), 1981, ISBN 84-600-2455-5, pags. 237-249

### Libros
- La aportación de Unamuno a la luz de una concepción integral de la fe, 1979
- Salvación como humanización: un esbozo de una teología de la gracia, Paulinas, 1985. ISBN 84-285-1028-8,
- Experiencia humana y comunicación de la fe: ensayo de teología fundamental, Ed. Paulinas, Col. “Teología y pastoral”, Madrid[1]
- Jesús, el que abre camino: seguimiento y testimonio Madrid : PS, D.L. 1986. ISBN 84-284-0373-2
- Jesús, el que abre camino: seguimiento y testimonio, PS, 1986, ISBN 84-284-0373-2, ,
- En el nombre del justo. Paulinas, 1987. ISBN 84-285-1196-9,
- Valoración cristiana de la experiencia, Ediciones Sígueme, 1990. ISBN 84-301-1106-9
- Vivir como Cristo: (antropología teológica) Madrid : SPX, 1992. ISBN 84-7221-298-X,
- La revelación, acontecimiento con sentido, Madrid : SPX, D.L. 1995. ISBN 84-7221-335-8, ,
- Cristianismo y sentido de la vida humana, México ; Valencia : EDICEP, 1995. ISBN 84-7050-401-0,
- Jesús, revelación del misterio del hombre: ensayo de antropología teológica, Edibesa, 1997. ISBN 84-8260-031-1,
- Experiencia humana y comunicación de la fe: ensayo de teología fundamental
- Jesus, giza misterioaren errebelazioa: gizakia kristau ikuspuntutik, Bilbao : Deustuko Unibertsitatea, 2000. ISBN 84-7485-717-1,
- Creo en la resurrección, San Pablo, 2002. ISBN 84-285-2422-X, [
- Para encontrar a Dios: vida teologal Edibesa, 2002. ISBN 84-8260-108-3, ; y en italiano La nos tra resurrezione, ISBN 88-215-4761-2
- Gracia: gratis et amore, Editorial San Esteban, 2002. ISBN 84-8260-110-5,
- Teología dialógica: ante la fe desafiada, Editorial San Esteban, 2004, ISBN 84-8260-139-3, ,[2]
- Vivir en el amor: amar y ser amado, San Pablo, 2005. ISBN 84-285-2745-8
- Vivir la salvación: así en la tierra como en el cielo, San Pablo, 2006. ISBN 84-285-2882-9, ,
- La astuta serpiente: origen y transmisión del pecado, EVD, 2008, ISBN 84-8169-812-1,
- Revelación; Acontecimiento fundamental, contextual y creíble, San esteban-Edibesa 2009 ISBN 978-84-8260-235-6,
- Ciencia y Dios; en colaboración con otros autores editado por el Instituto Diocesano de Teología y Pastoral de Bilbao y la editorial Desclée de Brouwer, 2012[3]